# Breesen
Breesen ist eine Gemeinde im Landkreis Mecklenburgische Seenplatte. Sie liegt nordwestlich von Neubrandenburg. Bis zum 1. Januar 2004 war die Gemeinde Teil des Amtes Kastorfer See und ist seitdem Teil des Amtes Treptower Tollensewinkel mit Sitz in Altentreptow.

## Geografie und Verkehr
Breesen liegt etwa 14 Kilometer nordwestlich von Neubrandenburg. Die B 104 verläuft durch das südliche Gemeindegebiet.

## Ortsteile
- Breesen
- Kalübbe (Eingemeindung am 1. Januar 1957[2])
- Pinnow (Eingemeindung am 30. September 1998[3])

## Wappen, Flagge, Dienstsiegel
Die Gemeinde verfügt über kein amtlich genehmigtes Hoheitszeichen, weder Wappen noch Flagge. Als Dienstsiegel wird das kleine Landessiegel mit dem Wappenbild des Landesteils Mecklenburg geführt. Es zeigt einen hersehenden Stierkopf mit abgerissenem Halsfell und Krone und der Umschrift „GEMEINDE BREESEN • LANDKREIS MECKLENBURGISCHE SEENPLATTE“.

## Sehenswürdigkeiten
- Park in Breesen
- Gutshaus Breesen: zweigeschossige, 14-achsige Ruine, 1735 erbaut und 1793 aufgestockt;[5] Gutsanlage im Besitz der Familien von Krauthoff (17. Jh.) und von Engel (ab um 1660); nach 1945 LPG
- Herrenhaus Pinnow: 1869 für Friedrich von Klinggräff durch den Diözesanbaumeister des Erzbistums Köln Heinrich Wiethase erbaut
- Kirche Breesen: Teilweise verputzter Fachwerkbau von 1712. Der Innenraum wurde 1832 architektonisch und ornamental vereinheitlicht. Der Kirchenbau ist dringend reparaturbedürftig, da sich der Turm vom Dach des Kirchenschiffs gelöst hat, sich neigt und durch den entstandenen Spalt Feuchtigkeit eindringt.[6] Wurde 2016 gesichert und saniert.[7]
- Fachwerkkirche in Pinnow
- schöne Eiche bei Pinnow mit einem Brusthöhenumfang von 8,50 m (2016).[8]

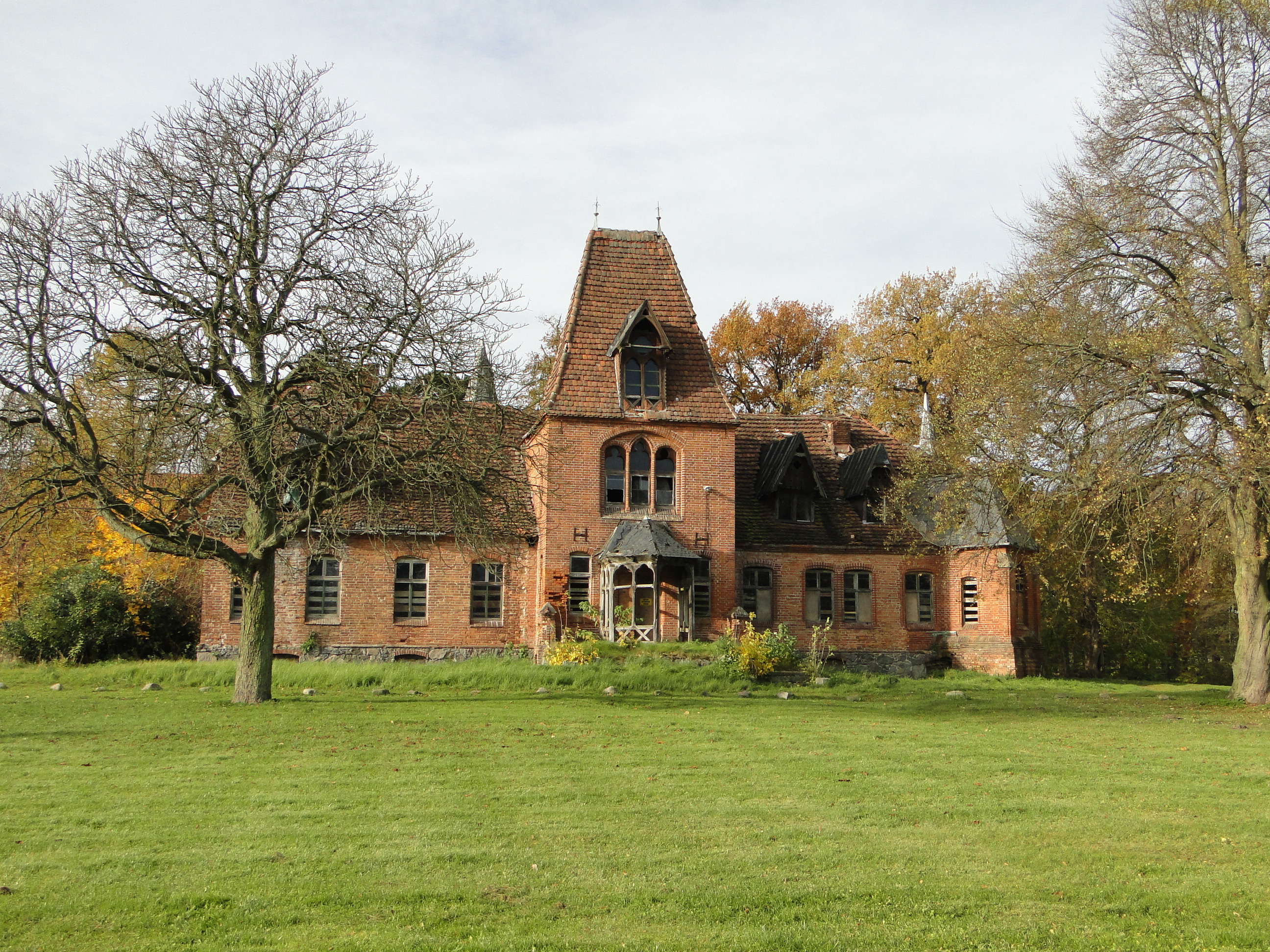
Gut Pinnow vor der Sanierung
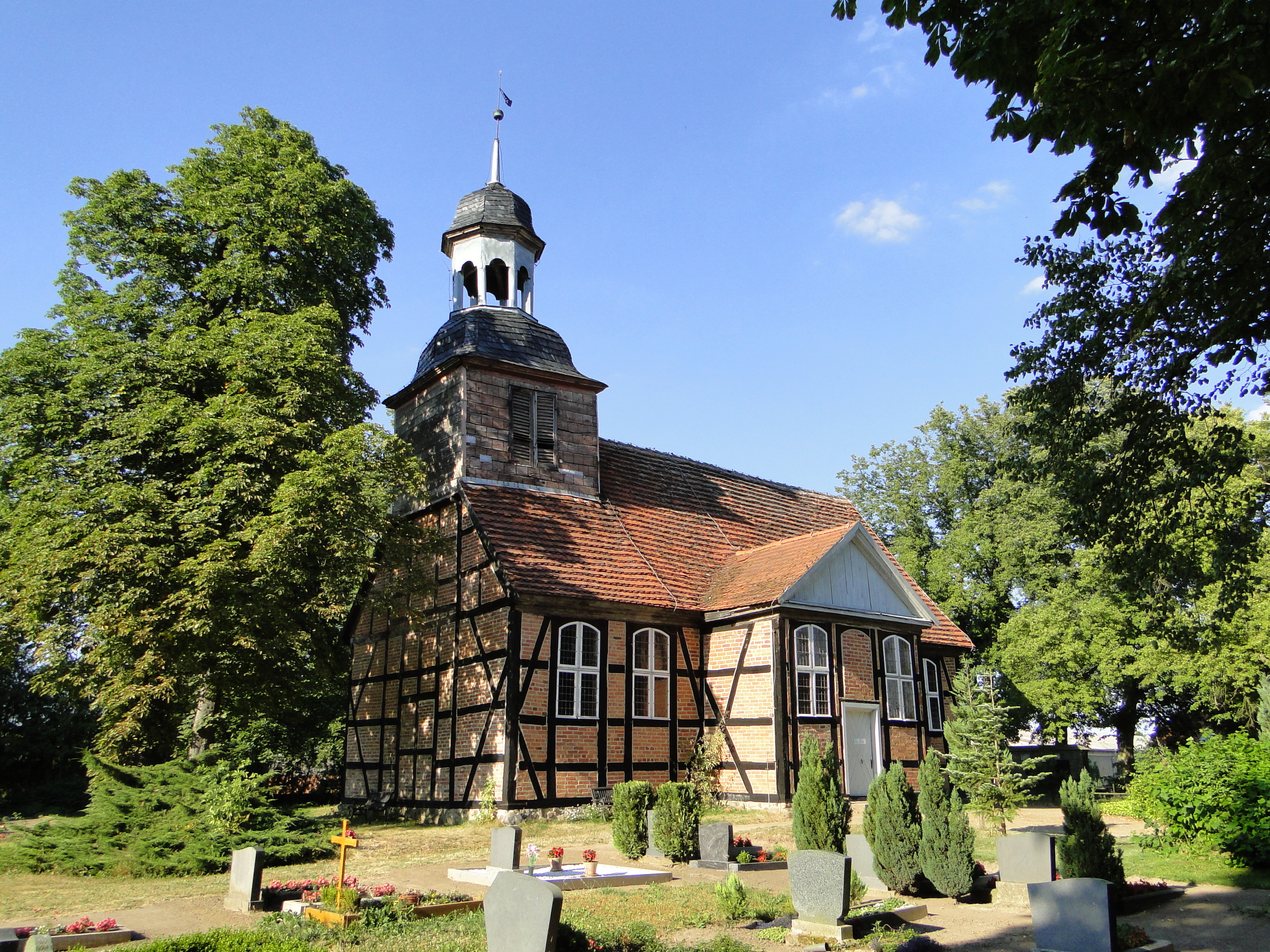
Kirche in Breesen
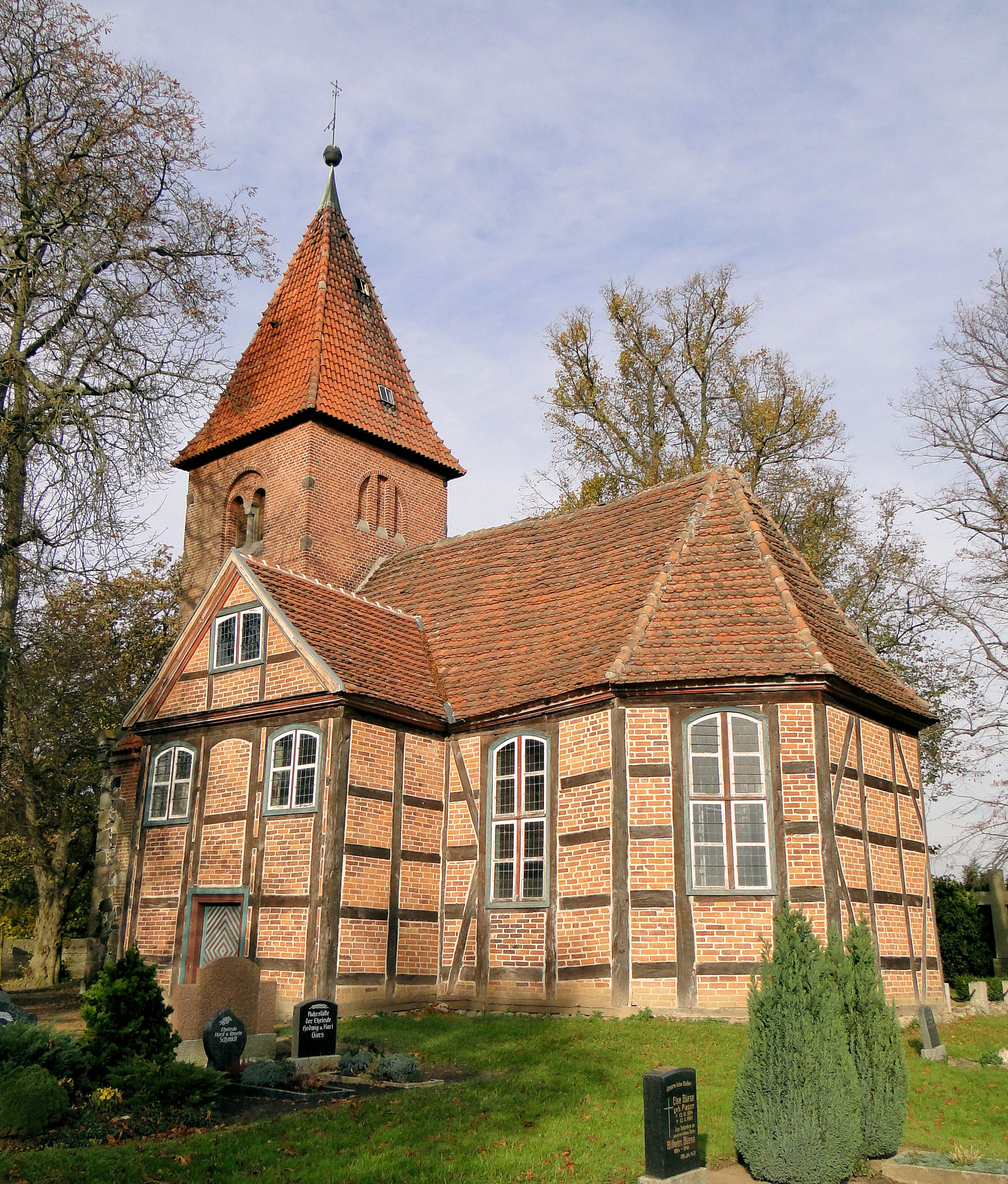
Kirche in Pinnow

## Söhne und Töchter
- Adolf von Engel (1834–1900), Gutsbesitzer, MdR
- Horst Wolter (* 1935), Landwirt, Volkskammerabgeordneter der SED
- Sabine von Engel (1905–1988), Schriftstellerin, Pseudonym „Angela von Britzen“
- Manfred Genditzki (* 1960), Justizopfer